# 辛辣風味
辛辣風味，是日本純種競賽馬匹。生涯活躍於短途賽事，曾勝出小倉兩歲錦標及人馬錦標。

## 出賽前
2009年2月1日出生於北海道安平町北部牧場，所有權歸於牧場負責人吉田勝己旗下。
其後交由栗東訓練中心練馬師石坂正訓練。

## 競賽生涯

### 2歲
2011年6月19日出戰阪神競馬場2歲新馬戰，比賽初段以先行戰術展開賽事，縱然於直路前段保持不俗的優勢，但在末段被對手壓制下落敗。
其後出戰2歲未勝利戰，本次比賽選擇領放戰術，於最先頭位置帶領馬群前進下在直路仍然可以爆發出末腳速度，最終拉開後方對手6馬位取得首勝。
9月上旬原定以新潟兩歲錦標作為目標，但有被排除於出賽名單外的可能性下轉戰小倉兩歲錦標。比賽開始後，其未能採取前置的戰術，反而於約莫第七的中團位置展開推進，在彎道處開始發力進佔先頭位置。進入直路後，其隨即在中檔位置展開優秀的衝刺，最終成功在超越前方對手並阻止Makoto Reversal的追擊贏得首個分級賽冠軍，同時亦為父系大和主將首匹勝出分級賽的子嗣。
年末按照計劃出戰阪神兩歲牝馬錦標，然而於先頭位置推進之下在直路未能保持走勢，逐步失速下以第八落敗。

### 3歲
2012年首戰以櫻花賞前哨戰鬱金香賞作為目標，本次比賽繼續採用居中戰術，在約莫第六、七左右的位置展開推進下於直路逐步蠶食前方對手，但最終被哈娜目標壓制並超越下以第二落敗。
其後採用優先出賽權的方式出戰櫻花賞，然而在直路上完全未能衝勢下以第十五大敗，5月進軍雌馬三冠次關優駿牝馬（日本橡樹大賽）亦未能保持走勢，失速之下取得第十六。
於夏季，陣營意識到其中長途適性不足的問題，因而決定放棄秋華賞的路線，專心短途賽事並安排其出戰北九州紀念。比賽開始後，其未能於前段順利推進下放棄搶佔位置，選擇保持在隊伍最後方追走。進入直路後，其沿着大外檔位置展開猛烈的加速，雖然勢頭不俗不斷超越對手，但最終仍然未能扭轉局面以第三落敗。
入秋後以人馬錦標作為起動戰，本次比賽出閘順利下保持在第五左右的位置，在通過彎道時候逐步發力以求透出望空。進入直路後，其迅速嚮應騎師武豐的指揮逐步加速，最終在最後一步壓贏龍王，取得第二個分級賽冠軍。
9月下旬出戰短途馬錦標，比賽初段在約莫第八的中團位置下在彎道處逐步墮後，於第四彎道時處於第十二左右的位置。進入直路後，其抽出外檔望空重新展開衝刺加速上前，但無法在中山競馬場的短直路上發揮太大用處，最終敗於龍王、真機伶及華倫之夢取得殿軍。

### 4歲
2013年上半年繼續以短途戰線作為目標，然而在阪急盃中因為未能由中團突圍上前而以第九落敗，在正賽高松宮紀念中更因為失速而取得第十四的慘烈戰績。
休養大半年後在10月回歸賽場，選擇出戰公開賽蛋白石錦標，並在比賽途中順利壓制對手，最終以1 1/4馬位取得勝利。
但其後無法維持水準，出戰京阪盃以第七的戰績落敗，在年末的阪神盃中亦僅跑獲第六。

### 5歲
2014年1月以淀短距離錦標作為首戰，一直維持於第四的先頭位置在直路表現出不俗的勢頭，然而始終無法迫近歌劇天后下被對手拉開落敗。
3月2日以阪急盃作為目標，雖然於前方位置以不俗的節奏展開推進，但進入直路後無法順利展現完全的加速，最終以第五的戰績完賽。
未能取得高松宮紀念優先出賽權下其選擇出戰阪神牝馬錦標，但在先頭位置展開推進下在直路的反應仍然不及對手，最終被醒目層次、檀島沙鎚及織紗長袍超越取得第四。
稍為放草後在夏季出戰CBC賞，本次比賽採用先行戰術的展開賽事，出閘佔據位置後便一直跟隨領放馬黃鶯出谷前進。進入直路後，其順利超越失勢的對手取得領先，雖然在後段被追擊的東寶殷紅超越，但未有太大失速的情況下仍然可以阻止Ninja的攻勢保住第二。
但在1個半月後出戰北九州紀念時候未能維持表現，在直路無法順利加速上前下以第七落敗。
進入秋季，其以人馬錦標作為調整，於比賽途中一直緊守中團的位置逐步推進，進入直路後嘗試加速衝刺，但最終敗於歌爾達及白山明月取得第三。
11月30日出戰京阪盃，本次比賽仍然採用先行戰術，但於直路上的表現過於均速下僅能堅守位置，最終以第四的戰績完賽。
京阪盃後，陣營考慮其近來的表現，決定安排其退役，並於12月3日取消日本中央競馬會的賽駒註冊。

### 詳細賽績
| 日期       | 舉辦國家 | 馬場 | 距離   | 級別 | 賽事名稱         | 負重 | 騎師     | 馬號 | 出馬 | 名次 | 時間   | 頭馬（二馬）        |
| ---------- | -------- | ---- | ------ | ---- | ---------------- | ---- | -------- | ---- | ---- | ---- | ------ | ------------------- |
| 19/6/2011  | 日本     | 阪神 | 草1600 |      | 2歲新馬          | 54   | 濱中俊   | 9    | 12   | 2    | 1:37.1 | Dahlonega           |
| 23/7/2011  | 日本     | 京都 | 草1600 |      | 2歲未勝利        | 54   | 濱中俊   | 12   | 15   | 1    | 1:37.1 | （Meiner Domenica） |
| 4/9/2011   | 日本     | 小倉 | 草1200 | GIII | 小倉兩歲錦標     | 54   | 濱中俊   | 10   | 13   | 1    | 1:08.8 | （Makoto Reversal） |
| 11/12/2011 | 日本     | 阪神 | 草1600 | GI   | 阪神兩歲牝馬錦標 | 54   | 濱中俊   | 16   | 18   | 8    | 1:35.5 | Joie de Vivre       |
| 3/3/2012   | 日本     | 阪神 | 草1600 | GIII | 鬱金香賞         | 54   | 濱中俊   | 14   | 14   | 2    | 1:35.9 | 哈娜目標            |
| 8/4/2012   | 日本     | 阪神 | 草1600 | GI   | 櫻花賞           | 55   | 濱中俊   | 2    | 18   | 15   | 1:35.7 | 貴婦人              |
| 20/5/2012  | 日本     | 東京 | 草2400 | GI   | 優駿牝馬         | 55   | 濱中俊   | 12   | 18   | 16   | 2:27.0 | 貴婦人              |
| 19/8/2012  | 日本     | 小倉 | 草1200 | GIII | 北九州紀念       | 52   | 武豐     | 18   | 18   | 3    | 1:07.1 | 杉野奮進            |
| 9/9/2012   | 日本     | 阪神 | 草1200 | GII  | 人馬錦標         | 52   | 武豐     | 4    | 16   | 1    | 1:07.3 | （龍王）            |
| 30/9/2012  | 日本     | 中山 | 草1200 | GI   | 短途馬錦標       | 53   | 武豐     | 15   | 16   | 4    | 1:07.0 | 龍王                |
| 24/2/2013  | 日本     | 阪神 | 草1400 | GIII | 阪急盃           | 55   | 武豐     | 12   | 16   | 9    | 1:21.6 | 龍王                |
| 24/3/2013  | 日本     | 中京 | 草1200 | GI   | 高松宮紀念       | 55   | 武豐     | 3    | 17   | 14   | 1:08.9 | 龍王                |
| 12/10/2013 | 日本     | 京都 | 草1200 | OP   | 蛋白石錦標       | 54   | 濱中俊   | 10   | 12   | 1    | 1:07.9 | （Silent Sonic）    |
| 23/11/2013 | 日本     | 京都 | 草1200 | GIII | 京阪盃           | 54   | 濱中俊   | 9    | 17   | 7    | 1:07.8 | 地球音速            |
| 23/12/2013 | 日本     | 阪神 | 草1400 | GII  | 阪神盃           | 55   | 武豐     | 9    | 18   | 6    | 1:21.9 | 實際影響            |
| 13/1/2014  | 日本     | 京都 | 草1200 | OP   | 淀短距離錦標     | 55   | 武豐     | 1    | 16   | 2    | 1:07.7 | 歌劇天后            |
| 2/3/2014   | 日本     | 阪神 | 草1400 | GIII | 阪急盃           | 54   | 松山弘平 | 11   | 16   | 5    | 1:21.6 | 李察先生            |
| 12/4/2014  | 日本     | 阪神 | 草1400 | GII  | 阪神牝馬錦標     | 54   | 松山弘平 | 3    | 13   | 4    | 1:20.4 | 醒目層次            |
| 6/7/2014   | 日本     | 中京 | 草1200 | GIII | CBC賞            | 55   | 濱中俊   | 8    | 16   | 2    | 1:08.7 | 東寶殷紅            |
| 24/8/2014  | 日本     | 小倉 | 草1200 | GIII | 北九州紀念       | 55   | 濱中俊   | 11   | 18   | 7    | 1:07.8 | 歌爾達              |
| 14/9/2014  | 日本     | 阪神 | 草1200 | GII  | 人馬錦標         | 54   | 濱中俊   | 3    | 15   | 3    | 1:07.7 | 歌爾達              |
| 30/11/2014 | 日本     | 京都 | 草1200 | GIII | 京阪盃           | 54   | 布宜學   | 1    | 18   | 4    | 1:08.6 | 毅力寶貝            |

## 退役後
退役後，辛辣風味成為了配種馬，於北海道安平町北部牧場休養，在2015年進行配種。首匹子嗣Citrus Note於2016年出生，可於2018年出賽。

### 詳細繁殖資料
| 數目   | 馬名         | 出生年 | 性別 | 父系     | 練馬師                       | 馬主     | 戰績                        |
| ------ | ------------ | ------ | ---- | -------- | ---------------------------- | -------- | --------------------------- |
| 第一匹 | Citrus Note  | 2016   | 雌   | 龍王     | 栗東・石坂正 →栗東・茶木太樹 | 吉田勝己 | 23戰3冠1亞5季（退役・繁殖） |
| 第二匹 | 辛辣風味2017 | 2017   | 雄   | 神威啟示 |                              |          | （未出賽）                  |
|        | （受胎失敗） |        |      | 夏威夷王 |                              |          |                             |
| 龍王   | （受胎失敗） |        |      |          |                              |          |                             |
|        | （流產）     |        |      | 龍王     |                              |          |                             |
| 第三匹 | 薰馥郁       | 2020   | 雄   | 滿樂時   | 栗東・高野友和               | 吉田勝己 | 17戰4冠2亞1季（現役）       |
| 第四匹 | 辛辣風味2021 | 2021   | 雄   | 金之霸   |                              |          | （未出賽）                  |
|        | （流產）     |        |      | 龍王     |                              |          |                             |
| 第五匹 | Star Anise   | 2023   | 雌   | 澤芳     |                              |          | （出賽前）                  |
| 第六匹 | 辛辣風味2024 | 2024   | 雌   | 樂透心   |                              |          | （出賽前）                  |

## 血統簡介
父系大和主將爲日本賽駒，生涯活躍於一哩賽事，曾於2007年稱霸春秋一哩賽，於2000米賽事亦有不錯戰績，如曾勝出皋月賞及秋季天皇賞。祖父週日寧靜爲美國三冠賽雙冠馬，退役後在日本配種，其子嗣贏得巨額獎金，連續12年成為日本冠軍種馬。
母系Ratafia為美國生產的日本賽駒，生涯僅勝出條件戰級別的賽事。外祖父高善爲美國賽駒，生涯戰績優秀，曾勝出一級賽育馬者盃一哩大賽。

### 血統表
| 父線：週日寧靜系（Halo系）      |                                |                 |                  |
| 種馬 大和主將 2001年（栗色）    | 週日寧靜 1986年（棕色）        | Halo            | Hail to Reason   |
| 種馬 大和主將 2001年（栗色）    | 週日寧靜 1986年（棕色）        | Halo            | Cosmah           |
| 種馬 大和主將 2001年（栗色）    | 週日寧靜 1986年（棕色）        | Wishing Well    | Understanding    |
| 種馬 大和主將 2001年（栗色）    | 週日寧靜 1986年（棕色）        | Wishing Well    | Mountain Flower  |
| 種馬 大和主將 2001年（栗色）    | Scarlet Bouquet 1988年（栗色） | 北方風味        | 北地舞人         |
| 種馬 大和主將 2001年（栗色）    | Scarlet Bouquet 1988年（栗色） | 北方風味        | Lady Victoria    |
| 種馬 大和主將 2001年（栗色）    | Scarlet Bouquet 1988年（栗色） | Scarlet Ink     | Crimson Satan    |
| 種馬 大和主將 2001年（栗色）    | Scarlet Bouquet 1988年（栗色） | Scarlet Ink     | Consentida       |
| 繁殖雌馬 Ratafia 1999年（灰色） | 高善 1980年（灰色）            | Caro            | Fortino          |
| 繁殖雌馬 Ratafia 1999年（灰色） | 高善 1980年（灰色）            | Caro            | Chambord         |
| 繁殖雌馬 Ratafia 1999年（灰色） | 高善 1980年（灰色）            | Ride the Trails | Prince John      |
| 繁殖雌馬 Ratafia 1999年（灰色） | 高善 1980年（灰色）            | Ride the Trails | Wildwook         |
| 繁殖雌馬 Ratafia 1999年（灰色） | Sakura Fabulous （栗色）       | Fabulous Dance  | 北地舞人         |
| 繁殖雌馬 Ratafia 1999年（灰色） | Sakura Fabulous （栗色）       | Fabulous Dance  | Last of the Line |
| 繁殖雌馬 Ratafia 1999年（灰色） | Sakura Fabulous （栗色）       | Lola Lola       | Saint Cyrien     |
| 繁殖雌馬 Ratafia 1999年（灰色） | Sakura Fabulous （栗色）       | Lola Lola       | Bold Lady        |
| 雌系：號族：14                  |                                |                 |                  |
| 五代內近親交配：北地舞人 4×4    |                                |                 |                  |

## 命名由來
名字Epice Arome（エピセアローム）為法語，意思是：「辣椒的香味」，香港則取其意，翻譯為「辛辣風味」。

## 外部連結
- 辛辣風味 netkeiba.com
- 血統表